# Peter Yates
Peter Yates (ur. 24 lipca 1929 w Aldershot, zm. 9 stycznia 2011 w Londynie) – brytyjski reżyser i producent filmowy. Był dwukrotnie nominowany do Oscara za reżyserię filmów Uciekać (1979) oraz Garderobiany (1983). Oba te filmy zdobyły również nominację w kategorii Najlepszy film.

## Życiorys
Yates ukończył Królewską Akademię Sztuki Dramatycznej. W latach 50. rozpoczął karierę w wytwórni filmowej w dziale dubbingu, a następnie jako asystent reżysera Tony’ego Richardsona. Jako samodzielny reżyser filmowy debiutował na początku lat 60. Jednak prawdziwy rozgłos i uznanie przyniósł mu zrealizowany w 1968 film sensacyjny pt. Bullitt ze Steve’em McQueenem w roli główniej i słynną sceną pościgu samochodowego ulicami San Francisco, która przeszła do legendy kina. Później wyreżyserował jeszcze około 20 filmów różnego gatunku.
Zmarł po długiej chorobie.

## Wybrana filmografia
- Bullitt (1968)
- John i Mary (1969)
- Prywatna wojna Murphy’ego (1971)
- Diamentowa gorączka (1972)
- Przyjaciele Eddiego (1973)
- Dla dobra Pete’a (1974)
- Łapiduchy (1976)
- Głębia (1977)
- Uciekać (1979)
- Naoczny świadek (1981)
- Garderobiany (1983)
- Krull (1983)
- Eleni (1985)
- Podejrzany (1987)
- Dom przy Carroll Street (1988)
- Niewinny człowiek (1989)
- Rok komety (1992)
- Współlokatorzy (1995)
- Goście z zaświatów (1999)